# Світова Зірка

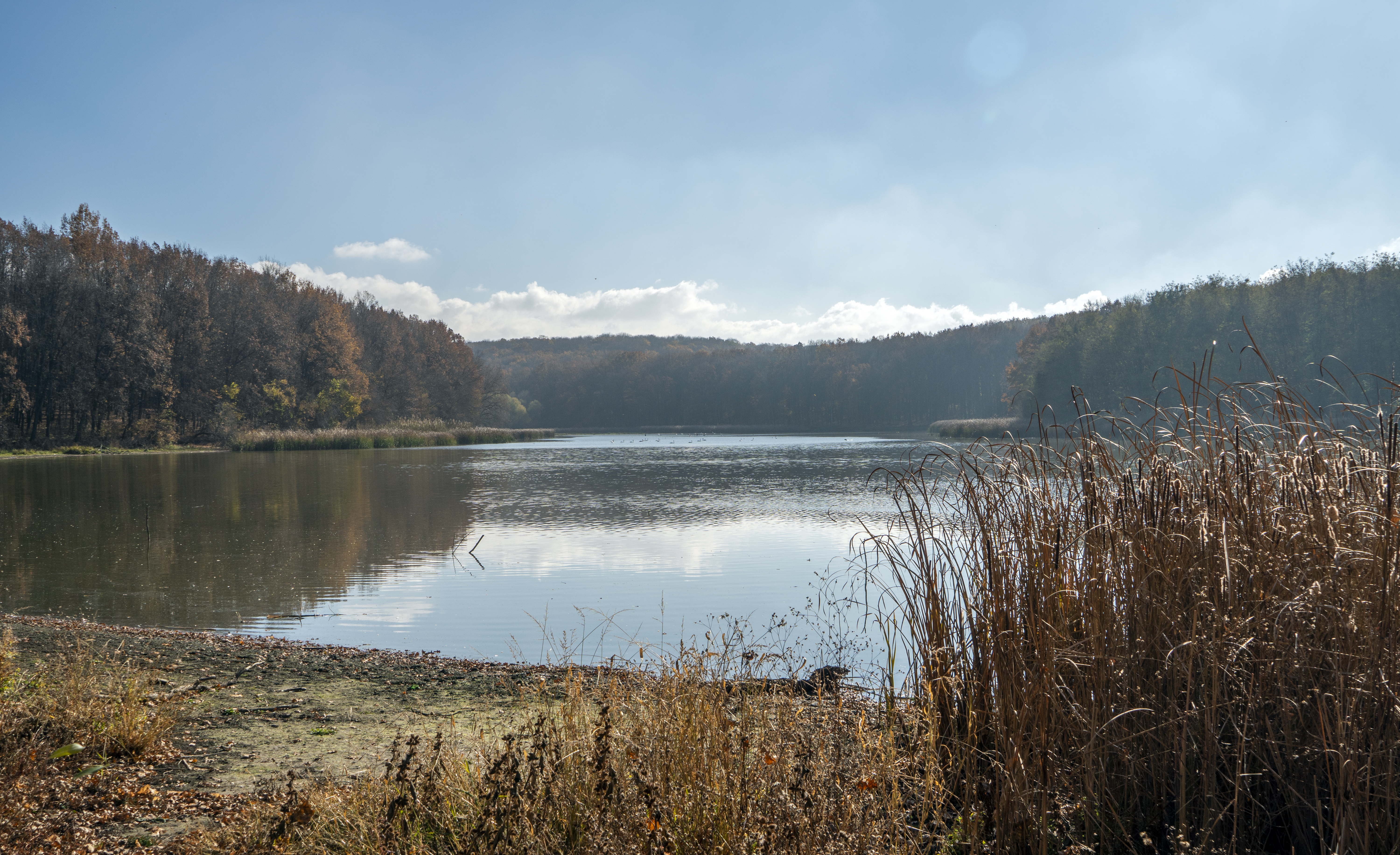
Краєвиди біля села.Заказник орнітологічний Редьчине

Світова́ Зі́рка — зникле село в Україні, в Олександрівській селищній громаді Кропивницького району Кіровоградської області.
Станом на жовтень 2016 року, в селі, що прилягає до орнітологічного заказника «Редчине» збереглась одна садиба.

## Населення
Згідно з переписом УРСР 1989 року чисельність наявного населення села становила 4 особи, з яких - чоловіків та 4 жінки.
За переписом населення України 2001 року в селі мешкала 1 особа.